# Codes and Keys
Codes and Keys è il settimo album in studio dei Death Cab for Cutie, pubblicato nel 2011.

## Tracce
1. Home Is a Fire – 4:04
2. Codes and Keys – 3:22
3. Some Boys – 3:11
4. Doors Unlocked and Open – 5:37
5. You Are a Tourist – 4:47
6. Unobstructed Views – 6:11
7. Monday Morning – 4:19
8. Portable Television – 2:53
9. Underneath The Sycamore – 3:27
10. St. Peter's Cathedral – 4:30
11. Stay Young, Go Dancing – 2:50

Tracce bonus nell'edizione giapponese
1. Portable Television (demo version) – 2:55
2. Some Boys (demo version) – 3:25
3. You Are a Tourist (music video) – 5:06